# Toledo (Cerro Largo)
Toledo ist eine Ortschaft in Uruguay.

## Geographie
Sie befindet sich auf dem Gebiet des Departamento Cerro Largo in dessen Sektor 7 am linksseitigen Ufer des Arroyo Fraile Muerto nördlich des Cerro Eucaliptus. Toledo liegt unmittelbar südlich von Fraile Muerto. In westlicher Richtung sind Tres Islas, im Südsüdwesten Cerro de las Cuentas und im Südosten Arbolito die nächstgelegenen Orte.

## Einwohner
Toledo hatte bei der Volkszählung im Jahre 2011 132 Einwohner, davon 68 männliche und 64 weibliche.
| Jahr | Einwohner |
| ---- | --------- |
| 1963 | 217       |
| 1975 | 181       |
| 1985 | 100       |
| 1996 | 125       |
| 2004 | 139       |
| 2011 | 132       |

Quelle: Instituto Nacional de Estadística de Uruguay